# Генри, Холли
Холли Мэй Хайнрик (англ. Holly Mae Heinrich, род. 31 марта, 1994), сокращенно Холли Генри, американская певица и автор песен из Миннесоты, известная по её YouTube-каналу с более 800 000 подписчиков.

## Биография и карьера
Холли — дочь Марка и Беки Генри. Она училась в общеобразовательных школах Миннеаполиса и окончила старшие классы в средней школе Хопкинса. Будучи в школе, её музыкальная деятельность ограничивалась пением в ресторане и публикацией кавер-версий песен на своём YouTube-канале, который она начала в 2011 году. По состоянию на февраль 2020 года, её самое популярное видео с более 11.9 миллионов просмотров — акапельный кавер песни "Sweet Dreams (Are Made of This)" Eurythmics.
Холли выпустила свой первый мини-альбом под названием The Immigrant в 2013 году. Он достиг шестой строчки в рок и поп-чартах iTunes в США. В апреле 2014 года Холли заняла второе место (уступив Шону Мендесу) в конкурсе лучших каверов на сайте RyanSeacrest.com, за исполнение хита «Say Something». Джемисон Мёрфи, занявший третье место, упомянул Холли в своём сингле Remember When. 6 мая 2014 года, Кристофер Тайнг и его Grow Music Project выпустили полный видео-обзор на сингл Hide and Seek, одновременно с его релизом на iTunes. Hide and Seek также является саундтреком к титрам короткометражного фильма Escapement, созданного Эриком А. Кандиани.
Холли сотрудничала с Кандиани в промоакции KARE11 (телеканал в Миннеаполисе) для зимней Олимпиады в Сочи, которая впоследствии была номинирована на две высшие награды Эмми Среднего Запада с победой в номинации «Лучшая музыкальная аранжировка / композиция». Песня In the Air является саундтреком к фильму 2016 года «Пересечение: История Джоша Гранта».
1 июля 2016 года Холли выпустила полноценный альбом из 11 треков под названием King Paten. Он продавался по всему миру, находясь в чартах iTunes’а в России, Южной Африке, Великобритании, Кипре, Израиле, Франции, Канаде и США.

## Отзывы
О мини-альбоме The Immigrant отзывался Джонатан Фрам: "Холли демонстрирует нюансы и музыкальность, выходящие за пределы её возраста… The Immigrant — безусловно, один из лучших релизов участника конкурса The Voice". Фрам также отметил сингл «Hide and Seek», описав процесс написания Холли песен: «Конечно, она пишет их для всех слушателей, но каждая её песня — это её собственный маленький мир, в котором она является единственным началом всего живого. Также, в Hide and Seek она задумчиво и печально вплетает новую сказку с чувством ностальгии, которого в ней сполна. Hide and Seek — возможно, один из самых лёгких для понимания слушателями, учитывая то, как они могли легко связать лирику песни со своими прошлыми проблемами в отношениях.»
Редактор FRDMX (энциклопедия поп-культуры и музыки) Джон Мичал Ферарен обозревал сингл Grow. Он сказал, что «реально выдающимся в песне являются безупречные навыки написания слов. Холли добилась такой лирической глубины в „Grow“, что она отлично гармонирует с её естественно утончённым голосом».
Блогер истории музыки Патриция Тратеску взяла интервью у Холли и написала после релиза Hide and Seek: «Самое интригующее качество этой развивающейся певицы заключается в том, что, хотя она возвращается с голосом, с которым мы все уже знакомы, у нас теперь есть возможность насладиться чем-то более необычным — красивый и молодой голос, который выражает старую душу». Приглашенный в Music Historian блогер Гэри Риз написал после выхода мини-альбома The Orchard, что он «действительно подходит для аудитории, привлеченной ангельским голосом Холли и аллегорической лирикой». The Orchard представляет собой сложную эволюцию музыкального таланта Холли в сочетании с замечательным совместным достижением продюсера и резервного инструменталиста Мэтта Патрика. Риз рецензировал альбом King Paten в For Folk’s Sake и написал: «Одиннадцать треков King Paten подчеркивают стремительно развивающийся вокальный талант Холли со стилевым влиянием, которое явно завоевало более 100 уникальных исполнителей на ее всемирно популярных каналах YouTube и SoundCloud. Лирически она уговаривает нас услышать, как она чувствовала себя в юности, таким образом, представляя фанатов ее юношеской невинности до The Voice. Это музыкальное путешествие, которое стоит того, чтобы пройти».
Музыкальный обозреватель Ear To The Ground Кори Рей Ширер написала о мини-альбоме The Orchard, что у Холли «такой тип тона и контроля, что они могут мягко прервать разговор как только головы поворачиваются в её сторону. Сдержанное использование ее голоса и тонкий бэк-вокал чрезвычайно эффективны. Холли очень искусна в том, чтобы акцентировать свою мысль вокалом, что говорит о большом таланте и совладании голосом».

## Дискография

### Альбомы
| Название     | Детали                                          | Трек-лист |
| ------------ | ----------------------------------------------- | --- |
| «King Paten» | Релиз: July 1, 2016 Лейбл: Garden Ghost Records | 1. Powder Blue Earth 2. Citrus 3. Crawl 4. In Between 5. White Knuckles 6. Intermission 7. Warrior 8. Coriander / Chamomile 9. Joan of Arc 10. Roswell 11. King Paten |

### Мини-альбомы
| Название      | Детали                                              | Трек-лист                                                           |
| ------------- | --------------------------------------------------- | ------------------------------------------------------------------- |
| The Immigrant | Релиз: 16 декабря, 2013 Лейбл: Garden Ghost Records | 1. Paper Clips 2. Sink 3. The Immigrant 4. The Ghost 5. To Drift    |
| The Orchard   | Релиз: 21 августа, 2015 Лейбл: Garden Ghost Records | 1. Arbor 2. Hotel 3. The Orchard 4. Skin 5. Foolish Heart 6. Better |

### Синглы
- «Katie» (22 сентября 2013)
- «Secrets Spoken» (22 сентября 2013)
- «More Than Nothing» (22 сентября 2013)
- «Paper Love» (11 октября 2013)
- «Hide and Seek» (5 мая 2014)
- «Grow» (15 октября 2014)